# Puchar Europy w narciarstwie alpejskim 2011/2012
Sezon 2011/2012 Pucharu Europy w narciarstwie alpejskim rozpoczął się rywalizacją mężczyzn 5 grudnia w norweskim Trysil, zaś pierwsze kobiece zawody odbyły się 6 grudnia 2011 roku w szwajcarskim Zinal. Ostatnie zawody z tego cyklu zostały rozegrane wspólnie między 15 a 18 marca 2012 roku we włoskiej Dolinie Aosty. Zaplanowano 35 zawodów dla kobiet (odbyły się 32) i 39 dla mężczyzn (odbyło się 36). 

## Puchar Europy w narciarstwie alpejskim kobiet
Wśród kobiet Pucharu Europy z sezonu 2010/11 broniła Austriaczka Jessica Depauli. W tym sezonie najlepsza okazała się Włoszka Lisa Magdalena Agerer.
W poszczególnych klasyfikacjach tryumfowały:
- zjazd:  Lisa Magdalena Agerer
- slalom:  Veronika Zuzulová
- gigant:  Lisa Magdalena Agerer
- supergigant:  Enrica Cipriani
- superkombinacja:  Sofia Goggia

## Puchar Europy w narciarstwie alpejskim mężczyzn
Wśród mężczyzn Pucharu Europy z sezonu 2010/11 bronił Francuz Alexis Pinturault. W tym sezonie najlepszy okazał się Austriak Florian Scheiber.
W poszczególnych klasyfikacjach tryumfowali:
- zjazd:  Johannes Kröll
- slalom:  Victor Muffat Jeandet
- gigant:  Siergiej Majtakow
- supergigant:  Florian Scheiber
- superkombinacja:  Vincent Kriechmayr